# 2007 en rugby à XV

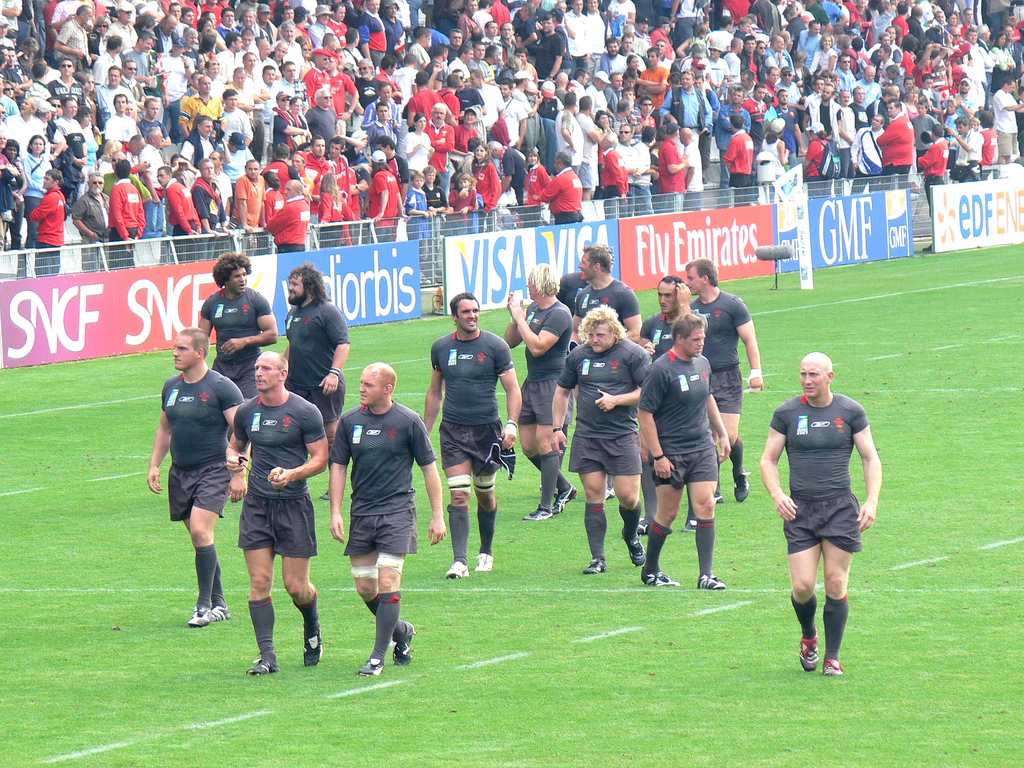
2007 en rugby à XV

Cette page présente les faits marquants de l'année 2007 en rugby à XV : les principales compétitions et évènements liés au rugby à XV et rugby à sept ainsi que les décès de grandes personnalités de ces sports.

## Principales compétitions
- Celtic League (du 1er septembre 2006 au 12 mai 2007)
- Currie Cup (du 22 juin au 27 octobre 2007)
- Challenge européen (du 20 octobre 2006 au 19 mai 2007)
- Championnat d'Angleterre (du 2 septembre 2006 au 12 mai 2007)
- Championnat de France (du 18 août 2006 au 9 juin 2007)
- Coupe anglo-galloise (du 29 septembre 2006 au 15 avril 2007)
- Coupe d'Europe (du 20 octobre 2006 au 21 mai 2007)
- Coupe du monde (du 7 septembre au 20 octobre 2007)
- Super 14 (du 2 février 2007 au 19 mai 2007)
- Tournoi des Six Nations (du 3 février 2007 au 17 mars 2007)
- Tri-nations (du 16 juin 2007 au 21 juillet 2007)

## Événements

### Janvier
- 20 janvier : Maroc -  Portugal 5-10 Coupe du monde de rugby à XV 2007 - Qualifications : Repêchage
- 27 janvier : Portugal - Maroc : 16-15 Coupe du monde de rugby à XV 2007 - Qualifications : Repêchage

### Février
- 2 février : débuts du Super 14 2007
- 4 février : les Toshiba Brave Lupus battent 14 - 13 les Suntory Sungoliath en finale de la Top league. Avec cette victoire c'est le troisième titre consécutif de champion du Japon remporté par le club de la banlieue de Tokyo.
- 10 février : à Auckland (Nouvelle-Zélande)  Tonga 85 - 3  Corée du Sud Coupe du monde de rugby à XV 2007 - Qualifications : Repêchage

### Mars
- 10 mars  :  Portugal 12 - 5  Uruguay Coupe du monde de rugby à XV 2007 - Qualifications : Repêchage
- 17 mars  : victoire finale de la  France dans le Tournoi des six nations 2007
- 24 mars  :  Uruguay 18 - 12  Portugal : Le Portugal est qualifié pour la Coupe du Monde 2007 Coupe du monde de rugby à XV 2007 - Qualifications : Repêchage

### Avril
- 21 avril : Boitsfort RC gagne la Coupe de Belgique en battant l'ASUB Waterloo 10 à 3
- 28 avril, Championnat d'Angleterre de rugby à XV : Northampton relégué, Leicester-Bristol ; Gloucester-Saracens dans le dernier carré

### Mai
- 12 mai : Leicester Tigers champion Championnat d'Angleterre de rugby à XV face à Gloucester RFC 44-16.
- 12 mai : Ospreys Champion 2007 Celtic League
- 12 mai : les Bulls rejoignent les Sharks après leur victoire face aux Crusaders 27 à 12 lors de la 1/2 du Super 14. La finale du Super 14 sera cette année 100 % sud-africaine.
- 19 mai : Finale du Super 14 Bulls - Sharks 20-19
- 19 mai : Finale du Challenge européen 2006-2007 au Twickenham Stoop Stadium ASM Clermont Auvergne - Bath Rugby 22 - 16
- 21 mai : Finale de la Coupe d'Europe 2006-2007 au stade de Twickenham le Leicester Tigers bat les London Wasps 9 à 25.
- 26 mai : Accession de l'US Dax en Top 14 après sa victoire 22 à 16 contre le Stade rochelais en finale de Pro D2
- 26 mai : test Matchs
  - Argentine - Irlande : 22-20, à Santa Fé
  - Afrique du Sud - Angleterre : 58-10, à Bloemfontein
  - Australie - pays de Galles : 29-23, à Sydney
- ? mai : les Espagnols de l'UE Santboiana remportent la trente-et-unième édition de la Coupe Ibérique en battant les Portugais du GD Direito sur le score de 22 à 16, glanant ainsi leur troisième titre dans la compétition.

### Juin
- 1er juin : demi-finale du Top 14 Stade français - Biarritz olympique : 18-6 (à Bordeaux)
- 2 juin : demi-finale du Top 14 ASM Clermont Auvergne - Stade toulousain : 20-15 (à Marseille)
- 2 juin, Test matchs :
  - Nouvelle-Zélande - France : 42-11
  - Australie - Pays de Galles : 31-0
  - Afrique du Sud - Angleterre : 55-22
  - Uruguay - Italie : 5-29
  - Argentine - Irlande  : 16-0
- Samedi 9 juin
  - Test matchs :
    - Nouvelle-Zélande - France  61-10
    - Australie - Fidji   49-00

  - Finale du Top 14
    - Stade français - ASM Clermont Auvergne : 23-18 (au Stade de France de Saint-Denis)

### Juillet
- 7 juillet à Sydney, Tri-nations 2007 : Australie – Afrique du Sud : 25-17
- 14 juillet à Christchurch, Tri-nations 2007 : Nouvelle-Zélande – Afrique du Sud: 33-6
- 21 juillet à Auckland, Tri-nations 2007 : Nouvelle-Zélande - Australie: 26-12. La Nouvelle-Zélande remporte l'édition 2007 du Tri-nations et la Bledisloe Cup.

### Août
Matchs de préparation à la coupe du monde
- 4 août : 
  - Angleterre - Pays de Galles 62-5
  - Argentine - Chili : 70-14
- 11 août : 
  - Écosse - Irlande : 31-21
  - Angleterre -France 15-21
  - Canada - Portugal : 34-18
- 16 août : Bayonne - Irlande : 6-42
- 17 août : Afrique du Sud - Namibie : 105-13
- 18 août :
  - France-Angleterre : 22-9
  - Galles-Argentine : 27-20
  - Italie- Japon : 36-12
- 19 août : Albi- Géorgie : 24-13
- 22 août : Auch- Fidji : 29-20
- 24 août : Irlande-Italie : 23-20
- 25 août
  - Écosse  -Afrique du Sud : 3-27
  - Japon-Portugal : 15-13
  - Belgique - Argentine : 8-36
  - Albi - Fidji  :22-47
- 26 août : Pays de Galles-France: 7-34

### Septembre
- 7 septembre : le match d'ouverture de la Coupe du monde voit l'équipe d'Argentine  l'emporter 17 à 12 au Stade de France face à l'équipe de France .
- 29 septembre : l'équipe des Fidji  crée la surprise en l'emportant 38 à 34 face au  pays de Galles, ce qui permet aux Fidjiens de terminer deuxième de la Poule B de la Coupe du monde derrière l'Australie et de valider son ticket pour les quarts de finale.

### Octobre
- 6 octobre : 
  - 1/4 de finale de Coupe du monde  Australie- Angleterre (Stade Vélodrome, 15h): 10-12
  - 1/4 de finale de la Coupe du monde  Nouvelle-Zélande- France (Millennium Stadium, 21h): 18-20
- 7 octobre : 
  - 1/4 de finale de la Coupe du monde  Afrique du Sud- Fidji (Stade Vélodrome, 15h): 37-20
  - 1/4 de finale de la Coupe du monde  Argentine- Écosse (Stade de France, 21h): 19-13
- 12 octobre : Demi-finale de l'Air New Zealand Cup Canterbury-Wellington : 21-26
- 13 octobre :
  - Demi-finale de l'Air New Zealand Cup Auckland-Hawke's Bay : 38-3
  - Demi-finale de la Currie cup Free State Cheetahs-Blue Bulls (Free State Stadium): 11-6
  - Demi-finale de la Currie cup Natal Sharks-Golden Lions (Kings Park Stadium): 12-19
  - finale de l'Australian Rugby Championship Central Coast Rays-Melbourne Rebels : 20-12
  - 1/2 finale de la Coupe du monde  Angleterre- France (Stade de France, 21h): 14-9
- 14 octobre : 1/2 finale de la Coupe du monde  Afrique du Sud- Argentine (Stade de France, 21h) : 37-13
- 19 octobre : Match pour la 3e place de la Coupe du monde  France- Argentine (Parc des Princes, 21h) : 10-34
- 20 octobre : 
  - Finale de la Coupe du monde de rugby (Stade de France, 21h)   Angleterre- Afrique du Sud : 6 - 15. Les Springboks décrochent pour la 2e fois le titre mondial.
  - Finale de l'Air New Zealand Cup Auckland-Wellington : 23-14
- 27 octobre : la Currie Cup est remportée par les Free State Cheetahs qui battent les Golden Lions sur le score de 20 à 18 lors de la finale à Bloemfontein. C'est le troisième titre consécutif l'équipe de l'État-Libre dans la compétition après ses victoires en 2005 et 2006[1].

### Novembre
- Samedi 24 novembre
  - Test match :
    - Pays de Galles - Afrique du Sud 12-34 au Millennium Stadium à Cardiff

### Décembre
- Samedi 1er décembre
  - Test match :
    - Barbarians - Afrique du Sud 23-5 à Twickenham

## Principaux décès
- 9 juillet : John Fogarty ailier international australien (2 sélections) ayant joué pour la province du Queensland meurt à l'âge de 78 ans[2].